# She's on Duty
Pour plus de détails, voir Fiche technique et Distribution.
She's on Duty (잠복 근무, Jambok geunmu) est un film sud-coréen réalisé par Park Kwang-chun, sorti le 17 mars 2005.

## Synopsis
Une jeune inspectrice est renvoyée au lycée avec pour mission de surveiller la fille d'un parrain de la mafia, qui s'est enfuie peu avant le procès où il devait témoigner contre son organisation.

## Fiche technique
- Titre : She's on Duty
- Titre original : 잠복 근무 (Jambok geunmu)
- Réalisation : Park Kwang-chun
- Scénario : Jeong Yong-gi
- Production : Im Hee-cheol et Jeong Hun-tak
- Musique : Choi Wan-heui
- Photographie : Park Hyeon-cheol
- Montage : Lee Hyeon-mi
- Société de distribution : Showbox
- Pays d'origine : Corée du Sud
- Langue : Coréen
- Format : Couleurs - 1,85:1 - Dolby Digital - 35 mm
- Genre : Action, comédie
- Durée : 111 minutes
- Date de sortie : 17 mars 2005 (Corée du Sud)

## Distribution
- Kim Sun-ah : Chun Jae-in
- Nam Sang-mi : Cha Seung-hee
- Gong Yoo : Kang No-young
- Ha Jung-woo : Détective Jo
- Noh Joo-hyun : Détective Chun
- Kim Sang-ho : Détective Kang
- Park Sang-myun : Professeur principal
- Kim Kap-soo : Cha Young-jae
- Oh Kwang-rok : Bae Doo-sang
- Hong Soo-ah : Jo Hye-ryung
- Choi Bool-am : Procureur en chef
- Kim Ji-woo : Ja-kyung
- Moon Seo-yeon : So-young
- Song Yool-kyu : Sung-jin
- Jung Man-shik : Mangchi (Hammer)
- Kim Sung-oh : Bongeo (Carp)
- Lee Eon-jeong : Gangster de Doo-sang
- Ahn Hyung-joon : Gangster de Doo-sang
- Lee Beom-soo